# Weilheim an der Teck
Weilheim an der Teck là một thị trấn thuộc huyện Esslingen, bang Baden-Württemberg, miền nam Đức. Nơi này cách Kirchheim unter Teck 7 km về phía đông nam và cách Göppingen 13 km về phía tây nam.

## Danh sách thị trưởng
- 1889–1916: Stadtschultheiß Scheu
- 1916–1937: Karl Schmid
- 1937–1972: Georg Kandenwein
- 1972–2009: Hermann Bauer
- Từ tháng 4 năm 2009: Johannes Züfle

Không ứng cử viên nào có thể đạt được đa số (Bầu cử ngày 29 tháng 1 năm 2017)